# Der Hunderteinjährige, der die Rechnung nicht bezahlte und verschwand
Der Hunderteinjährige, der die Rechnung nicht bezahlte und verschwand (Originaltitel: Hundraettåringen som smet från notan och försvann) ist eine schwedische Filmkomödie von Felix Herngren und Måns Herngren aus dem Jahr 2016. Der Film ist eine Fortsetzung von Der Hundertjährige, der aus dem Fenster stieg und verschwand, die nicht mehr auf einer Buchvorlage basiert. Kinostart in Skandinavien war am 25. Dezember 2016, in Deutschland am 16. März 2017.

## Handlung
Nach einem Jahr auf Bali ist den Protagonisten aus dem ersten Teil das Geld fast ausgegangen. Als Allan Karlsson seinen 101. Geburtstag feiert, findet sein Äffchen Erlander in Allans Gerümpel eine alte Flasche Volkssoda. Bennys Freundin Miriam und Julius sind von der Limonade begeistert, von der es jedoch nur noch diese eine Flasche gibt. Allan erzählt, dass das wohlschmeckende Getränk zufällig durch einen Laborbrand während seiner russischen Spionagetätigkeit entstanden ist. Während des Kalten Krieges galt es als Gefahr für die US-amerikanische Getränkeindustrie, da es Coca-Cola und Pepsi vom Weltmarkt hätte verdrängen können. Das Rezept habe er in einer Zigarrenkiste versteckt, die sich bei Herbert Einsteins Witwe in Berlin befinde. Julius glaubt, dass man damit immer noch viel Geld verdienen könne, und macht sich mit Allan, Erlander und Geddan nach Berlin auf. Die Hotelrechnung bleiben sie schuldig.
Mittlerweile ist ein Video von Erlander, der die Sodaflasche austrinkt, bei YouTube erschienen und wird von Kristina gesehen, der Tochter des Agenten Popov. Als sie die Sowjetunion wegen der transatlantischen Limonadenkrise verlassen musste, hatte er ihr beim Abschied gesagt, wenn ihm etwas zustieße, würde sie das Rezept von Allan bekommen; auf der Flucht mit Allan kam Popov ums Leben. Kristina erkennt in dem Video Allan wieder und macht sich mit ihrem Therapeuten auf die Suche, da sie sich von ihm betrogen fühlt.
Erlander entkommt im Flugzeug aus seiner Reisetasche und löst ein Chaos aus, so dass das Flugzeug in Moskau notlanden muss. Eine Stewardess des Fluges erzählt das ihrem Freund, ausgerechnet Gangster Baz, der sich auf Allans Spur setzt. Kristina holt Erlander aus der Quarantänestation der Polizei, dann handelt ihr Therapeut im Hotel einen Tausch des Affen gegen das Rezept aus. Kurz vor dem geheimen Treffen hantiert Erlander mit einer Sektflasche, wobei der Therapeut vom herausschießenden Korken tödlich an der Kehle getroffen wird. So landet der Affe wieder bei Allan, und die Gruppe, der sich Kristina anschließt, ohne ihre Identität preiszugeben, setzt ihre Reise zunächst mit dem Zug und, nach einem erneuten Überfall, mit einem gestohlenen Lieferwagen fort.
Benny ist unterdessen mit Miriam nach Schweden zurückgereist. Sie haben ein baufälliges Vereinsheim in Schweden bezogen und recherchieren im Internet nach der Limonade, weil Miriam ganz versessen auf dieses Getränk ist. Da das Rezept der Volkssoda immer noch als nationale Bedrohung gilt, alarmiert der Suchmaschinenbetreiber die CIA, und zwei CIA-Agenten finden sich bei der schwedischen Polizei ein. Als Kontaktmann wird ihnen der unfähige Beamte Magnusson zugeteilt.
In Berlin wird Allan von seiner ehemaligen Geliebten neu verführt, während Julius und Kristina die Zigarrenkiste suchen. Beim Abklopfen der Wände brechen sie in die Nachbarwohnung durch, in der Allan einmal gewohnt hat. Dort erinnert sich Allan an sein Geheimversteck und findet auch eine Zigarrenkiste, die jedoch nur Zigarren enthält. Jetzt erst fällt Allan ein, dass er noch eine weitere Zigarrenkiste hatte, die er im Altenheim zurückgelassen hat. Dort erfahren sie, dass Benny in der Hoffnung auf weitere Volkssoda-Vorräte den gesamten alten Kram Allans abgeholt hat. Als sich die CIA bei Benny ankündigt, bekommt er Panik und bringt das letzte verbliebene Geld im Schuppen in Sicherheit.
Die Gruppe um Allan fährt sofort zu Benny, der mit Allans alten Sachen, darunter der Zigarrenkiste, gerade Feuer für warmes Badewasser gemacht hat. Julius kann die Kiste eben noch aus den Flammen retten und findet darin tatsächlich das Rezept auf einem Mikrofilm. Da erkennt Allan Kristina wieder und gibt ihr das Rezept zusammen mit dem Film-Lesegerät. In dem Moment treffen auch die CIA-Agenten ein, gefolgt von Baz. Baz bedroht alle mit einer Waffe und einer Handgranate und verlangt die 50 Millionen zurück. Da das Geld nicht mehr da ist, gibt man ihm das Mikrofilmgerät, mit dem er gleich darauf in einen Schacht fällt, wo seine Handgranate explodiert und den Mikrofilm zerstört. Die CIA-Agenten verhaften Geddan, um einen Erfolg vorweisen zu können, und bringen ihn nach Guantánamo. Als Allan später mit Julius in den Pool steigen will, sieht Julius, dass Allan eine Kopie des Rezepts als Tätowierung auf den Pobacken trägt.
In der Schlussszene, einige Zeit später, hält Allan den kleinen Sohn von Miriam und Benny, der ebenfalls Allan heißt, auf dem Schoß, während seine Freunde Kristina und Julius damit beschäftigt sind, nach dem kaum noch lesbaren Rezept Volkssoda herzustellen. Es fehlt noch etwas, doch da zieht ein Gewitter auf, und der Blitz schlägt in den Versuchskessel ein.

## Kritik
Der Film erhielt mäßige Beurteilungen. Carsten Baumgardt von Filmstarts meint, dass der Film „ein überwiegend lauwarmer Aufguss der Originalstory“ sei. Die Regisseure würden „ein paar unterhaltsam-bissige Spitzen“ setzen, kämen aber nicht an die „satirische Wucht des Originals“ heran. Kathrin Horster von der Stuttgarter Zeitung, findet, dass es der Fortsetzung an Schwung und Originalität mangele. Die Regisseure hätten „die zahlreichen Verästelungen der Geschichte nicht im Griff“.